# Tibouchina lutzii
Tibouchina lutzii är en tvåhjärtbladig växtart som beskrevs av Alexander Curt Brade. Tibouchina lutzii ingår i släktet Tibouchina och familjen Melastomataceae. Inga underarter finns listade i Catalogue of Life.